# Приседский, Вадим Викторович
Вадим Викторович Приседский (29 апреля 1942
— 27 января 2019) — известный советский учёный в области неорганической химии и химии твердого состояния, замечательный педагог в сфере высшего химико-технологического образования и заведующий кафедрой «Общая химия» Донецкого национального технического университета, доктор химических наук (1985 год, Московский государственный университет им. М. В. Ломоносова), профессор по специальности «Физическая химия» (1989 год, ВАК СССР).
На протяжении многих лет был членом специализированного Совета по химии твердого тела АН СССР (1987 год) и Совета по неорганической химии АН Украины (1999 год), Соросовский профессор (1993 год), член Американского химического общества (1995 год), член-корреспондент Петровской академии наук и искусств (Санкт-Петербург, 1995 год). Награжден почетным знаком «За научные достижения».

## Область научных интересов
Неорганическая химия и химия твердого состояния

## Биография
Вадим Викторович Приседский родился 29 апреля 1942 года в городе Кадиевка Луганской области УССР в семье …
Закончил с отличием химико-технологический факультет Донецкого политехнического института в 1963 году и заочно инженерный поток механико-математического факультета Московского государственного университета имени М. В. Ломоносова.
В Донецком национальном техническом университете В. В. Приседский работал с 1989 года в должности заведующего кафедрой общей химии. Под его руководством осуществлена перестройка преподавания химии в инженерном вузе. Автор учебных пособий с грифом Министерства образования Украины «Курс общей химии в примерах» (Ч. 1 и 2,1995 и 1996) и «Курс загальної хімії у прикладах» (2012).
В. В. Приседский ушел из жизни 27 января 2019 года. Прощание с Вадимом Викторовичем состоялось 30 января в Малом зале Спасо-Преображенского кафедрального собора (улица Артема, 128) города Донецк.

## Научная деятельность
В. В. Приседский является известным специалистом в области неорганической химии и химии твердого состояния.
Вадим Викторович много внимания уделял воспитанию научных кадров. Он постоянно занимался научно-исследовательской работой со студентами. Под его руководством подготовлено и защищено 17 кандидатов химических наук.
В. В. Приседский сформировал научную школу, которая включает такие области исследований:
- химия твердого тела;
- нестехиометрия и дефекты кристаллического строения;
- механизм и кинетика твердофазных реакций;
- новые функциональные неорганические материалы.

В. В. Приседский опубликовал более 480 научных работ, в том числе 7 монографий, 11 учебников и учебных пособий, 11 методических разработок и 14 авторских свидетельств и патентов на изобретения. Индекс Хирша h = 8 в Web of Science и Scopus и h = 10 в Google Scholar.

### Диссертации
- Тема кандидатской диссертации (1972 год, Донецкий государственный университет) — «Исследование твердофазных реакций при получении пьезокерамических материалов системы цирконат-титанат свинца»[2].
- Тема докторской диссертации (1985 год, Московский государственный университет им. М. В. Ломоносова) — «Химия нестехиометрических сегнетоэлектриков АII В IV О3»[3].

### Научные достижения
К лучшим научным достижениям В. В. Приседского можно отнести следующие:
1. Открыт ранее неизвестный эффект — возможность распада многокомпонентного кристалла при изменении термодинамических параметров в пределах интервала устойчивости фазы.
2. Обнаружен слабосвязанный кислород в сложных оксидах и выявлена его решающая роль в формировании свойств высокотемпературных сверхпроводников[4].
3. Теоретически обоснован и найден экспериментально новый тип дефектов нестехиометрии в кристаллах[5]. Понятие «дефекты по Приседскому» вошло в учебную литературу[1].
4. Открыт ряд новых соединений[6].
5. Предложена теория полного и частичного равновесия дефектов в многокомпонентных кристаллах[7][8].
6. Разработаны и экспериментально обоснованы новые модели развития многофазной реакционной зоны в твердофазных реакциях[9][10][11][12].
7. Разработаны физико-химические основы технологии получения новых материалов для электронной техники (сегнетоэлектрики, пьезоэлектрики, ферриты, сверхпроводники). Экономический эффект от внедрения этих разработок только по Волгоградскому заводу «Аврора»[13] (1983—1987 годы) превысил 20 млн советских рублей.